# Джандарбекова Шолпан
Шолпан Ісабеківна Джандарбекова (каз. Шолпан Исабекқызы Жандарбекова; 1922—2005) — казахська актриса, педагог. Народна артистка СРСР (1982).

## Життєпис
Народилася 1 січня 1922 (за іншими джерелами — 2 січня 1923 року) в аулі Мілибулак, нині — Каркаралинський район Карагандинської області, Казахстану.
У 1942 році закінчила театрально-художнє училище в Алма-Аті.
З 1941 року — актриса Казахського театру драми імені М. Ауезова, де пропрацювала до кінця життя. Зіграла понад 200 ролей.
З 1968 року займалася педагогічною діяльністю. З 1978 року викладала предмет «Майстерність актора» в Казахській національній академії мистецтв імені Т. Жургенова, тим самим внесла чималий внесок у справу підготовки майбутніх артистів театру. Професор (1982).
Знімалася в кіно. Працювала з кінорежисером Шакеном Аймановим.
Протягом 17-ти років була головою місцевого комітету у своєму театрі, впродовж десяти років вела військово-шефську роботу в Алматинській області, двічі обиралася депутатом Верховної Ради Казахської РСР.
Померла 14 вересня 2005 року в Алма-Аті. Похована на Кенсайському кладовищі.

## Родина
- Чоловік — Джандарбеков Курманбек (1904—1973) — актор театру і кіно, режисер, співак. Народний артист Казахської РСР (1936).
- Дочки Актоті та Бота і син Аккозі.

## Нагороди та звання
- Заслужена артистка Казахської РСР (1945)
- Народна артистка Казахської РСР (1959)[1]
- Народна артистка СРСР (1982)
- Державна премія Казахської РСР (1980) — за роль Ажар у п'єсі «Сильніше смерті» С. Жунусова
- Два ордена Трудового Червоного Прапора (у тому числі 03.01.1959)[3]
- Орден Отан (2005)
- Медаль «За трудову відзнаку»
- чотири Почесні грамоти Верховної Ради Казахської РСР.

## Творчість

### Ролі в театрі
- «В годину випробувань» М. О. Ауезова — Раш
- «Ахан-серэ — Актокты» Г. Мусрепова — Актокты
- «Кози Корпеш — Баян сулу» Г. Мусрепова — Баян, Маклал
- «Енлик — Кебек» М. Ауезова — Енлик
- «Каракипчак Кобланды» М. Ауезова — Куртка
- «Абай» М. Ауезова — Тогжан
- «Айман-Шолпан» М. Ауезова — Шолпан
- «Зірниця» М. Ауезова — Жузтайлак
- «Алдар-Косі» Ш. Хусаїнова — Карашаш
- «Важкі долі» Ш. Хусаїнова — Рәуәш
- «Клятва» Т. Ахтанова — Фатіма-ханум
- «Буран» Т. Ахтанова — Жанил
- «Легенда про кохання» Н. Хікмета — Ширін
- «Сильніше смерті» С. Жунусова — Ажар
- «Дружба і любов» А. Абишева — Шекер
- «Вовченя під шапкою» К. Мухамеджанова — Марфуга
- «Сваха приїхала» К. Мухамеджанова
- «На чужині» К. Мухамеджанова — Єва Броєр
- «Майра» А. Тажибаева — Үрія
- «Парторг» К. Мукашева — Жамал
- «Таланти і шанувальники» О. Островського — Нігин
- «Скупий» Мольєра — Маріанна
- «Правда добре, а щастя краще» А. Островського — Феліцата
- «Без вини винуваті» О. Островського — Кручиніна
- «Отелло» В. Шекспіра — Дездемона
- «Річард III» В. Шекспіра — Єлизавета
- «Заздрість» А. Абишева — Саліия
- «Любов на світанку» Я. Галана — дівчинка Параська
- «Сходження на Фудзіяму» Ч. Айтматова і К. Мухамеджанова — Алмагул
- «Шығыстағы бір бейбағында» М. Каорудиң — Кей

### Фільмографія
- 1945 — Шлях Абая — Магиш
- 1954 — Дочка степів — Зіяда
- 1954 — Поема про кохання — Баян Сулу
- 1962 — Перехрестя

## Пам'ять
- В 2013 році в Алма-Аті, на стіні будинку № 42 по вулиці Жамбила, де жила Шолпан Джандарбекова, на її честь відкрита меморіальна дошка[4].